# Улі Генесс
Улі Генесс (нім. Uli Hoeneß, нар. 5 січня 1952, Ульм) — колишній німецький футболіст та відомий німецько-баварський футбольний функціонер, засуджений до ув'язнення за ухилення від сплати податків.
У молодості грав на позиції вільного нападника, в цій ролі володар багатьох національних та європейських титулів в складі «Баварії»; золотий медаліст чемпіонату світу та Європи в складі національної збірної ФРН.
Зробив одну з найуспішніших у Німеччині кар'єр спортивного функціонера — досяг постів президента та голови наглядової ради мюнхенської «Баварії». До викриття його махінацій з грошима у Швейцарії, був широко та сумнівно відомим в широких суспільних колах Німеччини своєю позицією ригоричного критика колег, винних у порушенні професійної етики.
Молодший брат Улі Генесса Дітер — срібний призер чемпіонату світу 1986 року.

## Клубна кар'єра
Народився 5 січня 1952 року в місті Ульм. Вихованець футбольної школи клубів «Ульм» та «Ульм 1846». У дорослому футболі дебютував 1970 року виступами за команду клубу «Баварія», в якій провів дев'ять років, взявши участь у 239 матчах чемпіонату. 
Улі Генесс, попри свій великий зріст, а також міцну і кремезну статуру «десятиборця», мав дуже швидкий затяжний спринт — він легко пробігав 100-метрівку за 11,0 секунд і до появи на футбольному небосхилі Олега Блохіна вважався найшвидшим форвардом в Європі. Тому тренери виставляли його на полі в амплуа «вільного» форварда, який атакував ворота суперніків із глибини поля. Більшість часу, проведеного у складі мюнхенської «Баварії», був основним гравцем атакувальної ланки команди та одним з головних бомбардирів команди, маючи середню результативність на рівні 0,36 гола за гру першості. За цей час тричі виборював титул чемпіона Німеччини, ставав володарем Кубка Німеччини, тричі вигравав Кубок чемпіонів УЄФА, а також одного разу — Міжконтинентальний кубок. Всього за «Баварію» Генесс провів 336 гри і забив 111 голів.

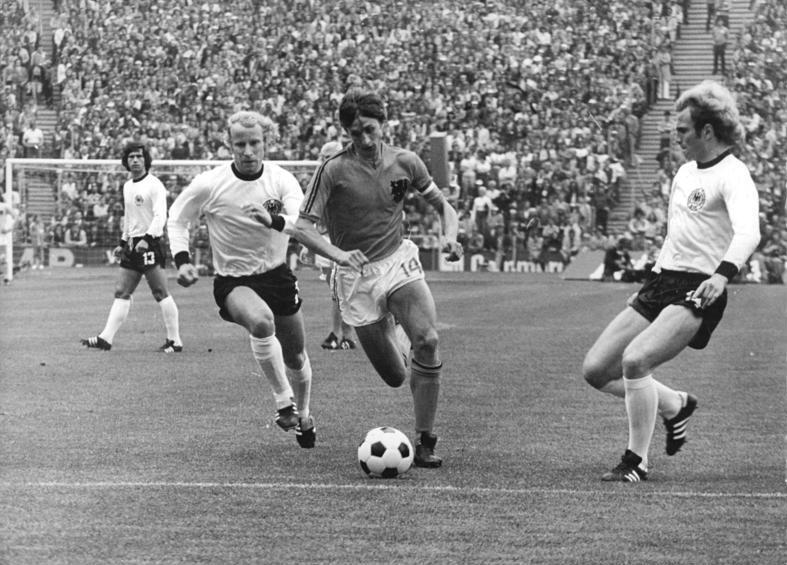
Улі Генесс (праворуч) на домашньому ЧС-1974 в грі проти збірної Нідерландів

1978 року Генесс на правах оренди переходить в «Нюрнберг», але по закінченні сезону через хронічні болі у травмованому в фіналі Кубка чемпіонів 1975 року проти «Лідса» коліні, у віці 27 років закінчує кар'єру гравця.

## Виступи за збірну
1972 року дебютував в офіційних матчах у складі національної збірної Німеччини. В тому ж році був у складі збірної на домашніх Олімпійських іграх.
У складі збірної був учасником чемпіонату Європи 1972 року у Бельгії, здобувши того року титул континентального чемпіона, домашнього чемпіонату світу 1974 року, здобувши того року титул чемпіона світу, чемпіонату Європи 1976 року в Югославії, де разом з командою здобув «срібло». На Євро-1976 у фіналі якого збірні Чехословаччини і Західної Німеччини зіграли внічию 2:2. В серії пенальті перевагу з рахунком 5:3 мала Чехословаччина, а вирішальний гол забив Антонін Паненка після того, як удар Улі Генесса влучив у штангу.
Протягом кар'єри у національній команді, яка тривала 5 років, провів у формі головної команди країни 35 матчів, забивши 5 голів.

## Кар'єра функціонера
Після закінчення кар'єри гравця у 27 років Генесс стає менеджером у своєму рідному клубі «Баварія». Наймолодшому менеджеру в історії Бундесліги доводиться починати в нелегкі для клубу часи. Генесс отримує у спадок команду, річний бюджет якої за сучасними мірками становив близько 6 000 000 €, а борги 3,5 мільйона, причому останній чемпіонат «Баварія» вигравала п'ять років тому, коли Генесс ще виступав у її складі. За 30 років біля керма «Баварії» Генесс перетворив клуб у безумовного лідера чемпіонату Німеччини та гранда європейського футболу: завдяки його старанням мюнхенці завоювали 16 титулів Чемпіона Німеччини, Кубок УЄФА 1996 і взята Ліга Чемпіонів 2001 і 2013. Серед найбагатших клубів Європи «Баварія» опинилась на 4 місці з бюджетом у 295 мільйонів євро. 26 листопада став президентом клубу.

## Кримінальна справа
На початку січня 2013 німецькі ЗМІ довідались про те, що Генесс має таємний рахунок у одному з швейцарських банків, де зберігає «дев'ятизначну» суму. Майже одночасно Генесс заявив Податковому Управлінню Німеччини про намір терміново сплатити податок з раніше незадекларованих доходів. Пізніше він заявив, що ці гроші утворилися від початкових 5 млн. марок, які в 2000 році йому позичив його друг, тодішній шеф фірми Adidas Роберт Дрейфус (1946–2009). Подальший прибуток начебто утворився від гри Генесса з цією сумою на біржі.
В перебігу розслідування сума прихованих Генессом на таємних рахунках у Швейцарії коштів все зростала і зростала, як сніжний ком, і німецькі ЗМІ писали, що невідомо де її кінець. Спроба Генесса упередити прокуратуру або укласти компроміс із слідством не увінчалася успіхом і 20 квітня 2013 року було офіційно повідомлено, що Генесс знаходиться під слідством за ухилення від сплати податків. Попри це, Генесс деякий час, коли скандал розгорівся на повну силу, все ще залишався на посту президента і голови наглядової ради «Баварії» і ніях не хотів з цими посадами розлучатися. Він користувався також всілякою підтримкою керівних політичних кіл Баварії, зокрема довгорічного прем'єр-міністра Баварії та лідера партії ХСС Горста Зеєгофера, який зі сльозами на очах під телекамери благав «друга-Улі» їх не покидати та «скоріш повертатися».
13 березня 2014 тепер вже колишнього президента футбольного клубу «Баварія» Улі Генесса Баварський Земельний суд Мюнхена присудив до 3,5 років ув'язнення за ухилення від сплати податків. Суд встановив, що Геннес не сплатив понад 27 млн євро.. Одразу після оголошення вироку Улі Генесс не досить впевнено заявив, що буде оскаржувати вирок у вищій судовій інстанції, але невдовзі за порадою адвокатів відмовився від цієї витівки.

## Відгуки
Вільний міжнародний мережний часопис The Huffington Post під загальним заголовком «Хенесс поміняв 27,2 мільйона на ґрати» передає жваву реакцію німецької мережної громади на прецедент Генесса:
За майже 30 мільйонів і тільки на три роки в тюрму?
За 30 мільйонів € і я з задоволенням та залюбки посиджу 3 років і 6 місяців у тюрмі!
Трансфер року! Генесс за 27,2 мільйона перейшов до клубу JVA. Там він отримав 3,5-річний контракт.

## У в'язниці
Своє покарання Улі Хьонесс відбуває у тюрмі міста Ландсберг, широко відомій зокрема тим що тут після невдало путчу 1923 року недовго сидів Адольф Гітлер та його поплічники Гесс, Штрассер, Штрайхер, а після війни - колишні есесівці, засудженні як військові злочинці Міжнародним нюрнберзьким трибуналом, 259 з котрих тут було страчено.
Газета «Берлінський часопис» повідомила про загальний розпорядок дня в тюрмі розрахованій на 565 місць, додавши скептично від себе, що навряд чи він торкнеться Генесса: в 5.50 підйом, 6.10 вмивання, 6.20 сніданок, 7.00 початок робочого дня, 11-12 обідня перерва, 15.30 кінець робочого дня, 16.00 загальна перевірка, 17.00 вільний час та вечеря, 19.00 повернення до камер і закриття на замок. Типове щоденне меню: на сніданок ерзац-каву і житній хліб з мармеладом; на обід картопляний суп, шинкова локшина і салат; вечеря - житній хліб, маргарин, сир, чай. В'язні мусять 40 годин на тиждень працювати, платня 1.06—1.77 євро/год..

## Статистика виступів

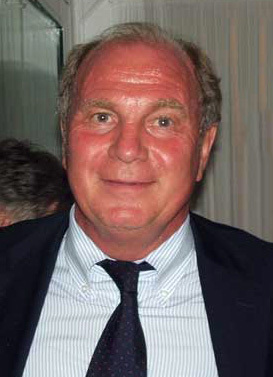
Улі Генесс у вересні 2010 року

| Клуб              | Сезон             | Ліга | Ліга | Кубок ФРН | Кубок ФРН | Єврокубки | Єврокубки | Інші | Інші | Разом | Разом |
| Клуб              | Сезон             | Ігри | Голи | Ігри      | Голи      | Ігри      | Голи      | Ігри | Голи | Ігри  | Голи  |
| ----------------- | ----------------- | ---- | ---- | --------- | --------- | --------- | --------- | ---- | ---- | ----- | ----- |
| Баварія (Мюнхен)  | 1969/70           | 0    | 0    | 1         | 0         | 0         | 0         | 0    | 0    | 1     | 0     |
| Баварія (Мюнхен)  | 1970/71           | 31   | 6    | 6         | 0         | 7         | 1         | 0    | 0    | 44    | 7     |
| Баварія (Мюнхен)  | 1971/72           | 34   | 13   | 5         | 3         | 8         | 1         | 0    | 0    | 47    | 17    |
| Баварія (Мюнхен)  | 1972/73           | 34   | 17   | 6         | 3         | 6         | 2         | 0    | 0    | 46    | 22    |
| Баварія (Мюнхен)  | 1973/74           | 34   | 18   | 4         | 2         | 10        | 5         | 0    | 0    | 48    | 25    |
| Баварія (Мюнхен)  | 1974/75           | 28   | 8    | 3         | 1         | 7         | 1         | 0    | 0    | 38    | 10    |
| Баварія (Мюнхен)  | 1975/76           | 17   | 4    | 5         | 1         | 5         | 0         | 0    | 0    | 37    | 5     |
| Баварія (Мюнхен)  | 1976/77           | 27   | 9    | 4         | 4         | 6         | 0         | 4    | 0    | 41    | 13    |
| Баварія (Мюнхен)  | 1977/78           | 30   | 11   | 2         | 0         | 6         | 1         | 0    | 0    | 38    | 12    |
| Баварія (Мюнхен)  | 1978/79           | 4    | 0    | 2         | 0         | 0         | 0         | 0    | 0    | 6     | 0     |
| Баварія (Мюнхен)  | Разом             | 239  | 86   | 38        | 14        | 55        | 11        | 4    | 0    | 336   | 111   |
| → Нюрнберг        | 1978/79           | 11   | 0    | 1         | 0         | 0         | 0         | 0    | 0    | 12    | 0     |
| → Нюрнберг        | Разом             | 11   | 0    | 1         | 0         | 0         | 0         | 0    | 0    | 12    | 0     |
| Всього за кар'єру | Всього за кар'єру | 250  | 86   | 39        | 14        | 55        | 11        | 4    | 0    | 348   | 111   |

## Титули і досягнення
- Чемпіон ФРН (3):

«Баварія»: 1972, 1973, 1974
- Володар Кубка ФРН (1):

«Баварія»: 1971
- Володар Кубка чемпіонів УЄФА (3):

«Баварія»: 1973-74, 1974-75, 1975-76
- Володар Міжконтинентального кубка (1):

«Баварія»: 1976
- Чемпіон Європи (1):

 ФРН: 1972
- Віце-чемпіон Європи (1):

 ФРН: 1976
- Чемпіон світу (1):

 ФРН: 1974